# DKAO – Türken im Weltall
DKAO – Türken im Weltall (Originaltitel: Dünyayı Kurtaran Adamın Oğlu,  wörtl. „der Sohn des Mannes, der die Welt gerettet hat“) ist eine türkische Science-Fiction-Komödie aus dem Jahr 2006 und gleichzeitig die Fortsetzung des 24 Jahre zuvor erschienenen Vorgängers Dünyayı Kurtaran Adam. Das Drehbuch schrieb Murat Boyacıoğlu. Regisseur war Kartal Tibet. Hauptdarsteller war wie schon im ersten Teil Cüneyt Arkın. Der Film startete in den deutschen Kinos am 14. Dezember 2006.

## Handlung
Es ist das Jahr 2055. Acht Jahre ist es her, dass eine türkische Weltraumbesatzung ins All aufgebrochen ist. Das Ziel: Den Raumschiffpiloten Gökmen (türkisch: Astronaut) zu finden, der bei einem für die Türken historischen Weltraumspaziergang von unbekannten Mächten in den vermeintlichen Tod geschickt wurde.
Nur einer ist fest davon überzeugt, dass Gökmen noch lebt: Der Sohn des Mannes, der die Welt rettete – Kapitän Kartal. Er hat sich zur Aufgabe gemacht, Gökmen zu finden und ist bereit, sein Leben dafür zu geben. Mit Hilfe der türkischen Besatzung, die fast ausschließlich aus Dilettanten besteht und geschlossen an Heimweh leidet. Doch Zaldabar, Sohn des Uga, will dies verhindern.
Dieser hat es nicht nur auf die schöne Prinzessin Maya abgesehen, sondern ebenso auf den Kopf Gökmens. Gökmen wiederum ist nicht als Märtyrer gestorben, sondern musste letztlich wegen seines Einsatzes für Menschenrechte vom Hofe des Königs Dogibus IV. fliehen und hält sich seitdem versteckt – ebenfalls fest davon überzeugt, dass Kapitän Kartal ihn niemals aufgeben und retten wird.
Als ein glücklicher Zufall Prinzessin Maya und Kapitän Kartal zusammenführt, stellt sich heraus, dass der Zwillingsbruder Kapitän Kartals, der der zweite Sohn des Mannes ist, der die Welt rettete, im selben Sonnensystem lebt wie sie.

## Kritiken
Der Film befindet sich auf Platz 19 der IMDb-Liste der 100 schlechtesten Filme aller Zeiten (Stand März 2025). Die deutschen Kritiken fielen unterschiedlich aus:

„1981 drehte der türkische Regisseur Çetin Inanç sein respektloses und trashiges Sciifi-Spektakel ‚Der Mann, der die Welt rettete‘ (Dünyayi kurtaran adam), dass in der Folgezeit große Erfolge im türkischen Kino feierte. 25 Jahre später drehte der Schauspieler und Regisseur Kartal Tibet diese Fortsetzung, in der auch Altstar Cüneyt Arkin zu sehen ist, mit vielen Anspielungen ans Original. Doch trotz oder vielleicht sogar wegen der modernen Technik erreicht diese Fortsetzung nur stellenweise den Witz des Originals.“

„Gewitzte Genreparodie, die nebenbei selbstironisch über Alltag und Großmannssucht in der Türkei spottet. Der mit einer Starbesetzung kalkuliert und professionell produzierte ‚Fantasy-Trash‘ unterhält mit treffsicheren Pointen, die auch in den deutschen Untertiteln nichts an Wirkung einbüßen.“